# Roxanne Dunbar-Ortiz
 (novembre 2017).
Si vous disposez d'ouvrages ou d'articles de référence ou si vous connaissez des sites web de qualité traitant du thème abordé ici, merci de compléter l'article en donnant les références utiles à sa vérifiabilité et en les liant à la section « Notes et références ».
Roxanne Dunbar-Ortiz, née le 10 septembre 1938, est une historienne américaine, écrivaine et féministe.
Docteure en histoire, elle est également diplômée en droit international et droits de l'homme de l'IDH de Strasbourg.
Militante de la cause amérindienne depuis 1967, cofondatrice du Mouvement de libération des femmes aux États-Unis en 1968, elle a aussi vécu en Europe, au Mexique et à Cuba. 